# Будкеев, Михаил Яковлевич
Михаил Яковлевич Будкеев (3 декабря 1922 — 10 ноября 2019) — советский и российский художник, народный художник Российской Федерации (2007).

## Биография
Будкеев Михаил Яковлевич Родился 23 декабря 1922 года в с. Овсянниково Целинного района Алтайского края.
Окончил в г. Канск Канскую военную летную школу и Новосибирское военно-пехотное училище.
Участник Великой Отечественной войны, в 1941 году он ушёл на фронт добровольцем, участвовал в боях на Курской битве, где был тяжело ранен.
После демобилизации работал в Бийском драматическом театре художником-декоратором. Учился в Барнаульской художественной студии (1948-50).
Член Союза художников России с 1961 года. В 1971—1975 годах избирался председателем правления Алтайской организации Союза художников, был делегатом второго и третьего съездов СХ России, четвёртого и пятого съездов СХ СССР.
Академик Петровской академии, лауреат муниципальной премии города Барнаула (1998) за цикл картин «Мой Барнаул».

### Личная жизнь
Жена — Мария Ивановна Бурова. Сын — Сергей Михайлович Будкеев.

### Смерть
Михаил Яковлевич Будкеев скончался в г. Барнауле.
Похоронен 13 ноября 2019 года на Черницком кладбище.

## Награды
- Орден Почёта (16 июля 2018 года) — за большой вклад в развитие отечественной культуры и искусства, средств массовой информации, многолетнюю плодотворную деятельность[1].
- Орден Отечественной войны I степени.
- Медаль «За отвагу».
- Медаль «За трудовую доблесть».
- Юбилейная медаль «70 лет Победы в Великой Отечественной войне 1941—1945 гг.» (9 мая 2015 года).
- Юбилейная медаль Алтайского края (25 декабря 2012 года).
- Медаль имени Г. И. Гуркина (2001).
- Народный художник Российской Федерации (17 ноября 2007 года) — за большие заслуги в области изобразительного искусства[2].
- Заслуженный художник РСФСР (15 марта 1983 года).

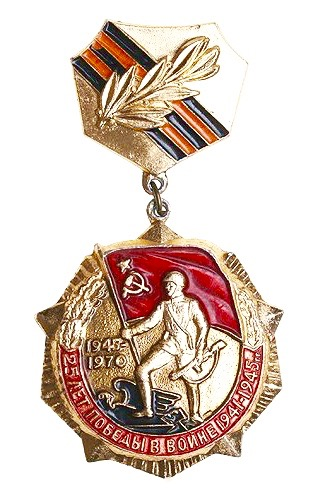
Знак «25 лет победы в Великой Отечественной войне»
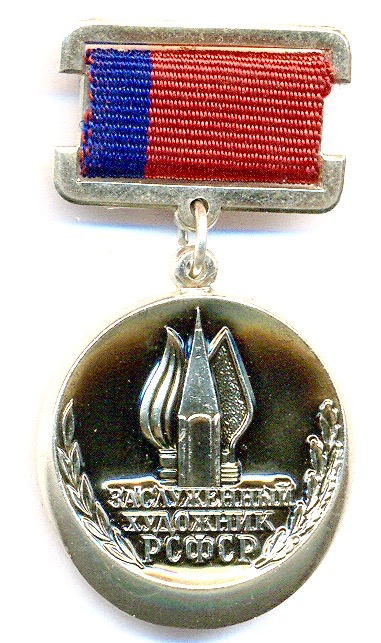
нагрудный знак Заслуженный художник РСФСР
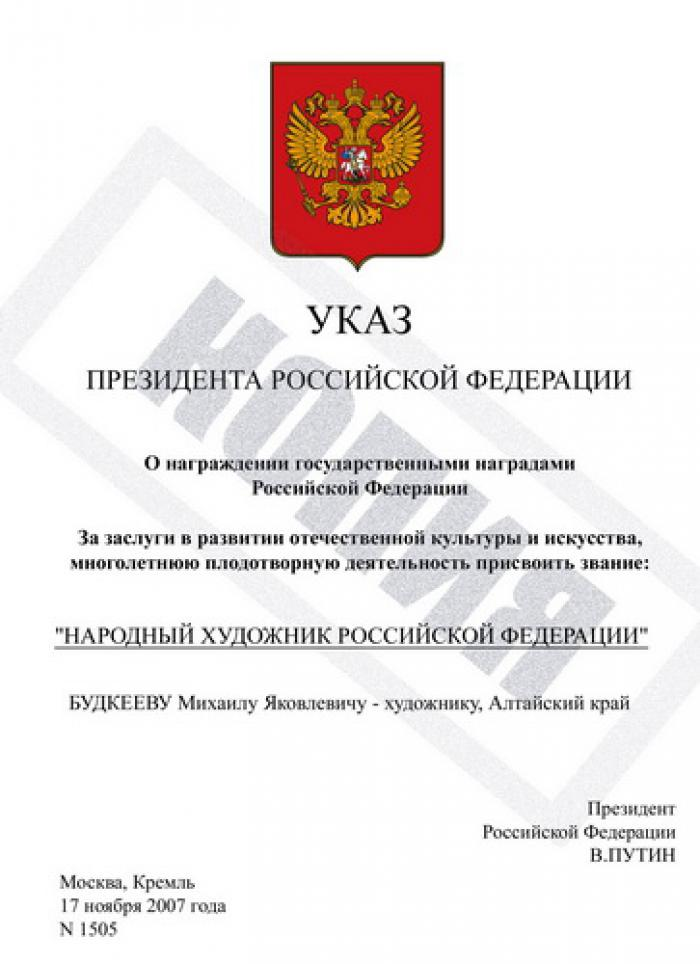
Указ Президента РФ о награждении государственными наградами Российской Федерации
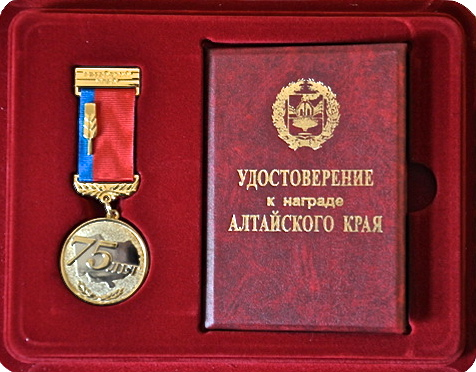
Юбилейная медаль Алтайского края
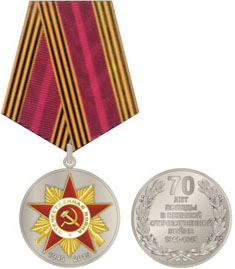
Юбилейная медаль «70 лет Победы в Великой Отечественной войне 1941 – 1945 гг.»

## Творчество
Творческий метод Михаила Будкеева сложился на основе углубленного изучения натуры, художник продолжает традиции русского пейзажа. В середине 1960-х годов он обратился к теме Горного Алтая, в 1970-х — к натюрморту, не утрачивая пейзажное восприятие мира. М. Я. Будкеев создал живописную серию архитектурных образов г. Барнаула. Большое место в творчестве художника занимает монгольская тема. Живописец работает в жанре тематического пейзажа, портрета и натюрморта.
Свои первые картины Михаил Будкеев написал, когда работал на Бийском котельном заводе. Сначала они были выставлены на городской выставке, а в 1953 году — в Москве.
C 1954 года Михаил Яковлевич Будкеев живёт и работает в столице Алтайского края — городе Барнауле.

### Учителя Будкеева
К числу первых своих учителей М. Я. Будкеев относит алтайского пейзажтста Д. И. Кузнецова. Кузнецов Дмитрий Иванович (1890—1979) — уроженец Бийска, ученик Гуркина Григория Ивановича—Гуркин, Григорий Иванович, самобытный живописец и преподаватель живописи в Бийском педагогическом училище, участник многих выставок с 1912 по 1979 годы, певец Голубого Алтая и природы Бийска.
Кузнецов работал преподавателем живописи Алтайского народного университета с 1917 по 1920 годы. В открывшемся в 1920 году первом советском народном музее Дмитрий Иванович работал и как сотрудник музея — собирал материалы по этнографии алтайцев и русских. Он был организатором первых художественных выставок в Бийске.

## Персональные выставки
- 1970 — Барнаул, Бийск, Горно-Алтайск, Павловск.
- 1971, 1982, 1983, 1996—1997 — Барнаул.
- 1972 — Барнаул, Бийск, Горно-Алтайск.
- 1999 — «Архитектурный образ Барнаула», Барнаул.
- 2000 — Новосибирск.
- 2002 — «Монголия», Барнаул.
- 2002 — «Мой Барнаул», Барнаул.
- 2002 — к 80-летию художника, Барнаул.
- 2012 — к 90-летию художника «Алтай — моя жизнь, моя любовь», Барнаул.

Другие выставки:
- 1949 — Участник краевых, зональных, республиканских, всесоюзных и зарубежных выставок.
- 1952 — Выставка молодых художников, республиканская. Москва. Выставка произведений художников Сибири и Дальнего Востока. Иркутск.
- 1957 — Выставка произведений художников РСФСР, посвященная 40-летию Великой Октябрьской социалистической революции. Москва.
- 1957 — Республиканская художественная выставка, Москва.
- 1964 — Сибирь социалистическая, зональная. Новосибирск.
- 1966 — Выставка произведений художников Сибири и Дальнего Востока. Тюмень.
- 1967 — Сибирь социалистическая, зональная выставка, 2-я. Омск.
- 1969 — Сибирь социалистическая, зональная выставка, 3-я. Красноярск.
- 1970 — Земля Алтайская, выставка произведений художников Алтая. Москва.
- 1971 — Выставка произведений художников Урала, Сибири и Дальнего Востока Москва.
- 1972 — В горах голубого Алтая, юбилейная выставка произведений художников Москвы, Ленинграда, Новосибирска, Барнаула, Бийска, Горно-Алтайстка.
- 1975 — Сибирь социалистическая, зональная выставка, 4-я. Новосибирск.
- 1977 — Земля Алтайская, выставка произведений алтайских художников. Улан-Батор.
- 1979 — Всесоюзная выставка «Голубые дороги Родины». Выставка «Алтай — Бага — Нур — Гоби».
- 1980 — Сибирь социалистическая, зональная выставка, 5-я. Барнаул.
- 1981 — По родной стране, Всероссийская выставка. Москва.
- 1982 — В горах голубого Алтая", юбилейная республиканская выставка. Москва, Горно-Алтайстк.
- 1983 — Нивы Алтая, выставка произведений художников РСФСР. Москва, Барнаул.
- 1984 — Алтай — Бага-Нур — Гоби, выставка произведений советских и монгольских художников. Ульгий, Кобдо, Горно- Алтайск.
- 1991 — Сибирь, региональная выставка. Красноярск
- 1993 — Выставка произведений алтайских художников. Даллас, США.
- 1998 — Сибирь, региональная выставка, 8-я. Красноярск.
- 2000 — Персональная выставка, Новосибирская картинная галерея, Новосибирск.
- 2002 — «Алтай-Кузбасс», выставочные залы СХ, Барнаул, Новокузнецк.
- 2003 — «Алтай-Омск», выставочные залы СХ, Барнаул, Омск.
- 2003 — Девятая региональная выставка, Иркутск-Томск.
- 2004 — Всероссийская выставка «Россия-10», ЦДХ, Москва.
- 2005 — Международная художественная выставка, посвященная 60-летию.

## Работы художника

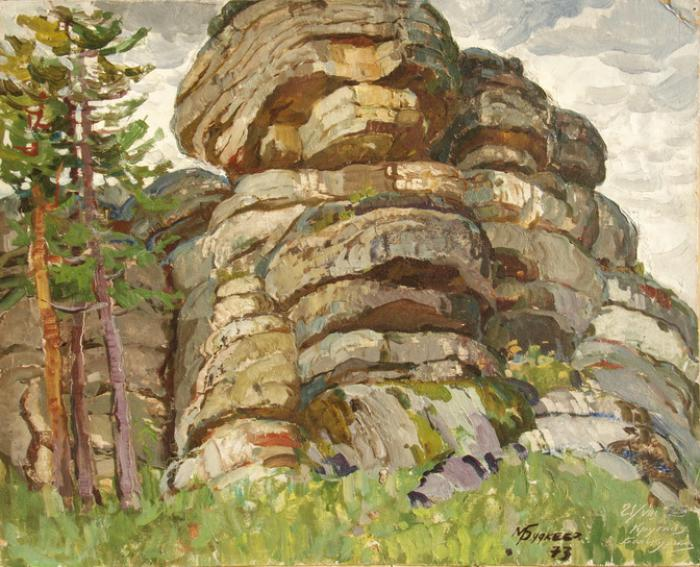
Скала Круглая, этюд 1973 год